# سيندي نيل
سيندي نيل (بالإنجليزية: Cindy Nell)‏ هي عارضة جنوب أفريقية، ولدت في 1 أكتوبر 1981 في جوهانسبرغ في جنوب أفريقيا.

## وصلات خارجية
- الموقع الرسمي